# Kuusisto (île)
Kuusisto (suédois : Kustö) est une île de l'archipel finlandais située à Kaarina en Finlande.
Kuusisto est aussi une ancienne municipalité de Finlande avant sa fusion avec Kaarina en 1946.

## Description
L'île fait  12 km de long et 2 km de large.

## Galerie

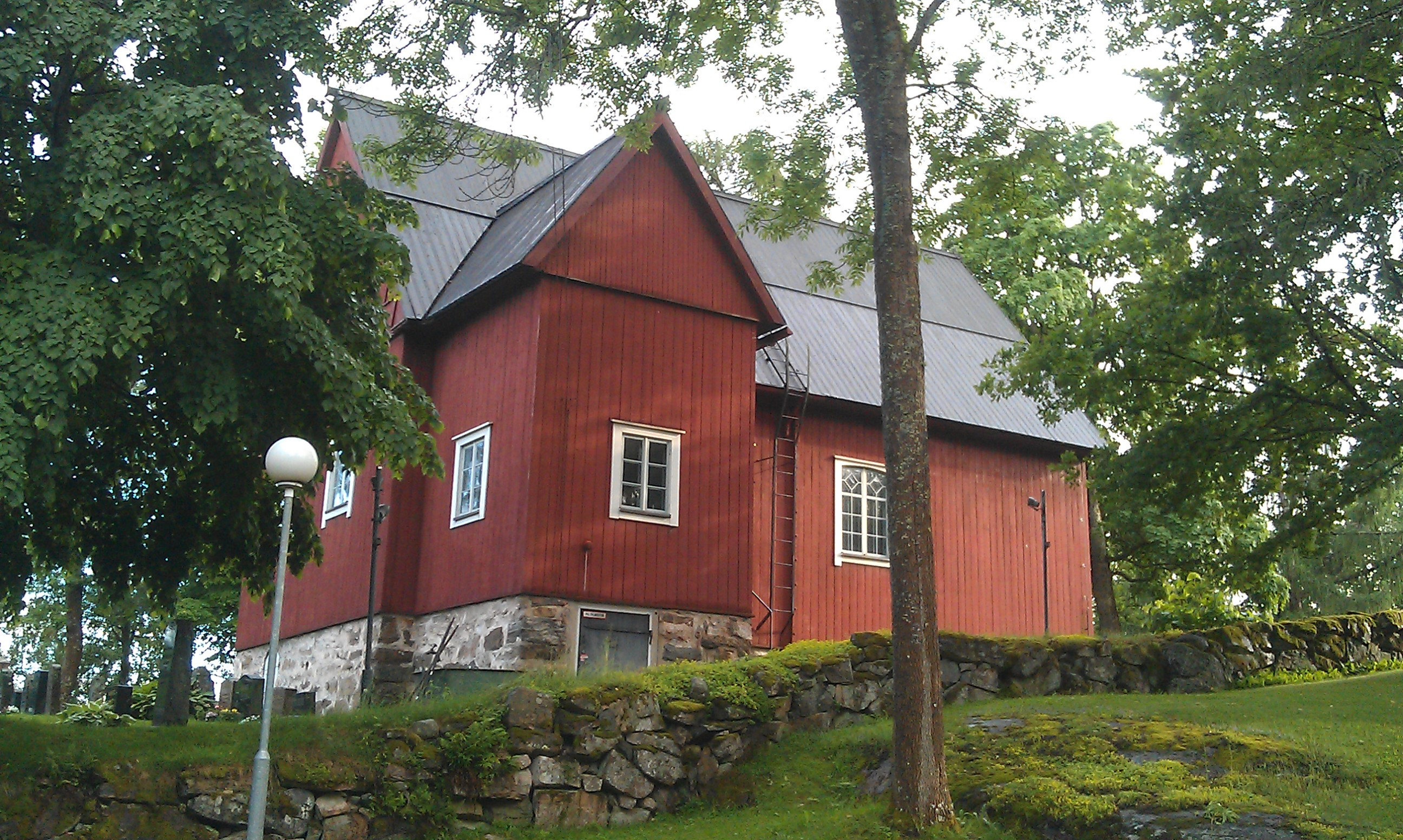
Église de Kuusisto
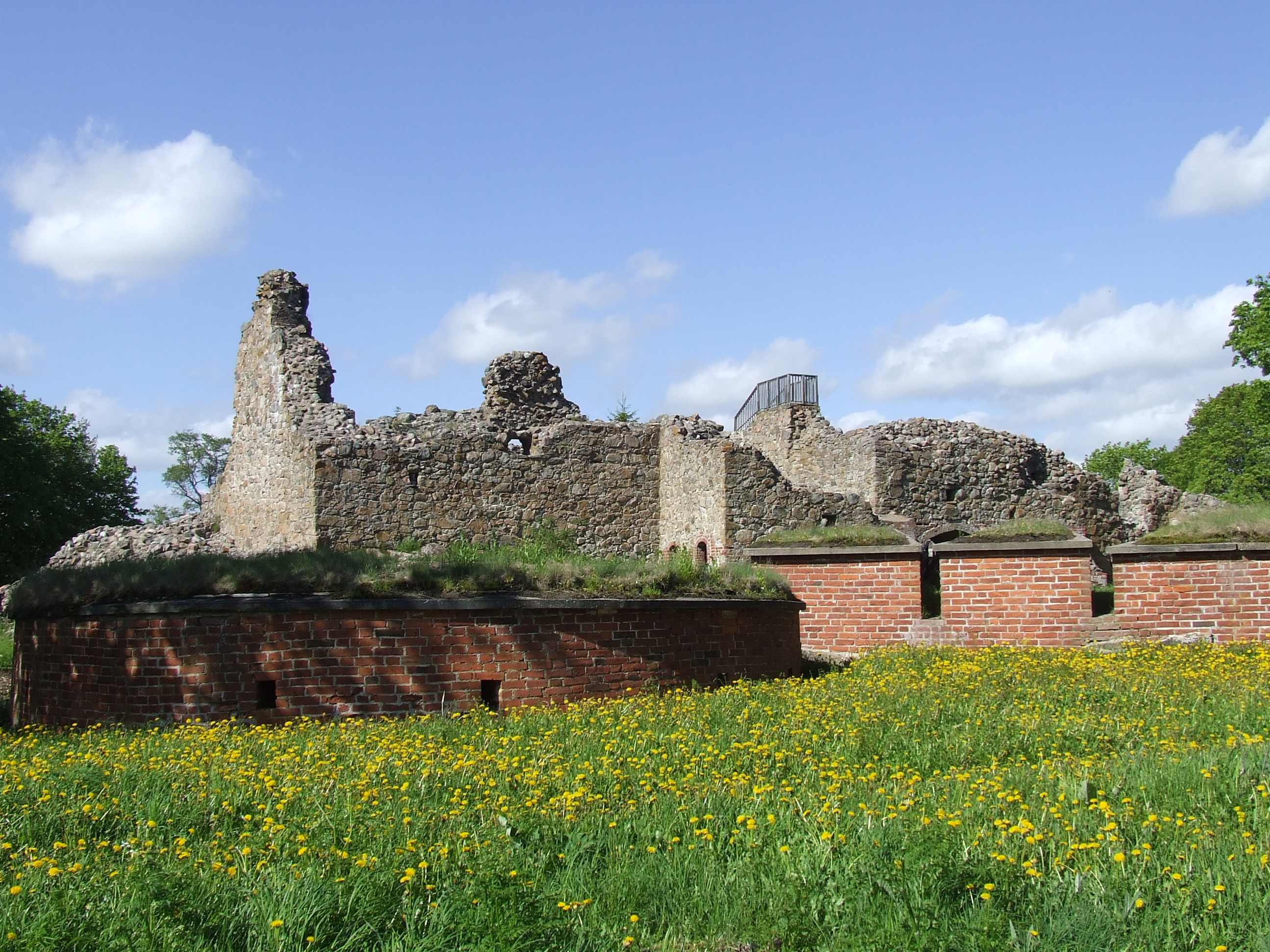
Château de Kuusisto